# Le Testament du soir
Pour plus de détails, voir Fiche technique et Distribution.
Le Testament du soir (午後の遺言状, Gogo no yuigon-jō) est un film dramatique japonais écrit et réalisé par Kaneto Shindō et sorti en 1995.

## Distribution
- Haruko Sugimura : Yoko Morimoto
- Nobuko Otowa : Toyoko Yanagawa
- Hideo Kanze : Fujihachiro Ushiguni
- Kyôko Asagiri : Tomie Ushiguni
- Toshiyuki Nagashima : Police
- Mitsuko Baisho : Naoko Yazawa
- Yutaka Matsushige : Daigoro
- Tomomi Seo : Akemi
- Katsumi Kiba : Prisoner
- Kôichi Ueda : Chief Police
- Masahiko Tsugawa : Saburo Morimoto
- Seiyō Uchino (en) : Koji Kiyokawa (comme Masaaki Uchino)
- Akaji Maro :
- Junichi Aota :
- Masaru Baba :
- Katsushi Eguchi :
- Moriya Endo :
- Jun Fukunaga :
- Ken'ichirô Hoshino :
- Reiko Ishii :
- Kentarô Kaji :
- Yôsuke Kamino :
- Ji Kanai :
- Hajime Kikuchi :
- Zengoro Mamiana :
- Toshihiko Miki :
- Saki Minematsu :
- Junko Miura :
- Takuya Muramatsu :
- Tôru Ohtomo :
- Hidaki Oikawa :
- Hayao Okamoto :
- Masami Okamoto :
- Yasumasa Ooba :
- Yasuhiro Oohara :
- Hoshino Shinjitsu :
- Kôsuke Suhara :
- Hiroki Takamura :
- Takayuki Takita :
- Yoshiko Tanaka :
- Kin Tokuhisa :
- Kinya Tsuruyama :
- Hideyuki Uzawa :
- Jun Wakabayashi :
- Ayumi Yamamoto :